# Unione Sportiva Salernitana 1948-1949
Questa pagina raccoglie i dati riguardanti l'Unione Sportiva Salernitana nelle competizioni ufficiali della stagione 1948-1949.

## Stagione
Nella Salernitana 1948-1949 il celebre allenatore Gipo Viani viene sostituito da Pietro Piselli, e il presidente Domenico Mattioli lascia il posto a Marcantonio Ferro che però diventerà presidente solo il 10 ottobre 1948, nel frattempo la società viene gestita dall'amministratore Tommaso Prudenza.
In seguito alla retrocessione avvenuta nella precedente stagione, la Salernitana ritenta la scalata alla Serie A, ma l'impresa non riesce poiché nonostante un buon rendimento casalingo, in trasferta la squadra subisce troppe sconfitte — nelle quali annoverare un cappotto a Ferrara — e alla fine giungerà al 4º posto.
In questa stagione, per la prima volta nella storia del club, sulla casacca granata compare il simbolo dell'ippocampo.

## Divise
La maglia della Salernitana 1948-1949 era composta da una maglietta granata, pantaloncini bianchi e calzettoni neri con righe orizzontali granata.
| Casa |

## Organigramma societario
Fonte
Area direttiva
- Presidente: carica vacante,[1] dal 10/10/1948 Marcantonio Ferro
- Amministratore: Tommaso Prudenza (fino al 10/10/1948)
- Segretario: Mario Talento

Area tecnica
- Allenatore: Pietro Piselli

Area sanitaria
- Medico Sociale: Gino Bernabò
- Massaggiatore: Alberto Fresa

## Rosa
Fonte
| N. |                      | Ruolo | Calciatore            |
| -- | -------------------- | ----- | --------------------- |
|    | Italia (bandiera)    | P     | Aldo De Fazio         |
|    | Italia (bandiera)    | P     | Mario Gambazza        |
|    | Italia (bandiera)    | P     | Nicola Lombardi       |
|    | Italia (bandiera)    | D     | Antonio Nonis         |
|    | Italia (bandiera)    | D     | Silvio Rispoli        |
|    | Italia (bandiera)    | D     | Manlio Scopigno       |
|    | Italia (bandiera)    | C     | Giuliano Casani       |
|    | Italia (bandiera)    | C     | Vittorio Dagianti     |
|    | Italia (bandiera)    | C     | Carmine Iacovazzo     |
|    | Italia (bandiera)    | C     | Stefano Malacarne     |
|    | Argentina (bandiera) | C     | José Adolfo Rodríguez |
|    | Italia (bandiera)    | C     | Rinaldo Settembrino   |
|    | Italia (bandiera)    | C     | Adalberto Sifredi     |

| N. |                   | Ruolo | Calciatore           |
| -- | ----------------- | ----- | -------------------- |
|    | Italia (bandiera) | C     | Marcello Taccola     |
|    | Italia (bandiera) | C     | Luigi Vultaggio      |
|    | Italia (bandiera) | A     | Ercole Castaldo      |
|    | Italia (bandiera) | A     | Michele Catalano     |
|    | Italia (bandiera) | A     | Francesco D'Agostino |
|    | Italia (bandiera) | A     | Domenico De Vito     |
|    | Italia (bandiera) | A     | Dandolo Flumini      |
|    | Italia (bandiera) | A     | Bruno Gerzelli       |
|    | Italia (bandiera) | A     | Antonio Giorgetti    |
|    | Italia (bandiera) | A     | Domenico La Forgia   |
|    | Italia (bandiera) | A     | Antonio Punzi        |
|    | Italia (bandiera) | A     | Sebastiano Vaschetto |

## Risultati

### Serie B

#### Girone di andata
| Arbitro: | Tibaldi (Savona) |

|              |           |  |
| Galbiati 14’ | Marcatori |  |

| Arbitro: | Moradei (Trieste) |

|  |           |            |
|  | Marcatori | 2’ Flumini |

| Salerno 3 ottobre 1948 3ª giornata                             | Salernitana | 2 – 0 referto | Venezia | Stadio Comunale |
| \| \| \| \| \| Castaldo 68’ Settembrino 84’ \| Marcatori \| \| |             |               |         |                 |
|                                                                |             |               |         |                 |
| Castaldo 68’ Settembrino 84’                                   | Marcatori   |               |         |                 |

| Salerno 10 ottobre 1948 4ª giornata            | Salernitana | 1 – 0 referto | Seregno | Stadio Comunale |
| \| \| \| \| \| Gerzelli 69’ \| Marcatori \| \| |             |               |         |                 |
|                                                |             |               |         |                 |
| Gerzelli 69’                                   | Marcatori   |               |         |                 |

| Vicenza 17 ottobre 1948 5ª giornata                                 | Vicenza   | 3 – 0 referto | Salernitana | Stadio Comunale |
| \| \| \| \| \| Muci 2’ Cattaneo 31’ Zambelli 89’ \| Marcatori \| \| |           |               |             |                 |
|                                                                     |           |               |             |                 |
| Muci 2’ Cattaneo 31’ Zambelli 89’                                   | Marcatori |               |             |                 |

| Empoli 24 ottobre 1948 6ª giornata                            | Empoli    | 2 – 0 referto | Salernitana |  |
| \| \| \| \| \| Calichio 75’ Bertolucci 79’ \| Marcatori \| \| |           |               |             |  |
|                                                               |           |               |             |  |
| Calichio 75’ Bertolucci 79’                                   | Marcatori |               |             |  |

| Arbitro: | Corallo (Lecce) |

|                                   |           |           |
| Catalano 9’, 70’, 79’ Flumini 66’ | Marcatori | 39’ Pozzo |

| Siracusa 4 novembre 1948 8ª giornata                                | Siracusa  | 3 – 0 referto | Salernitana | Stadio Vittorio Emanuele III |
| \| \| \| \| \| D'Alconzo 33’ Polo 50’ Baldii 76’ \| Marcatori \| \| |           |               |             |                              |
|                                                                     |           |               |             |                              |
| D'Alconzo 33’ Polo 50’ Baldii 76’                                   | Marcatori |               |             |                              |

| Salerno 7 novembre 1948 9ª giornata                              | Salernitana | 1 – 1 referto      | Napoli | Stadio Comunale |
| \| \| \| \| \| Flumini 13’ \| Marcatori \| 2’ (aut.) Scopigno \| |             |                    |        |                 |
|                                                                  |             |                    |        |                 |
| Flumini 13’                                                      | Marcatori   | 2’ (aut.) Scopigno |        |                 |

| Taranto 14 novembre 1948 10ª giornata | Arsenaltaranto    | 0 – 0 referto | Salernitana | Stadio Corvisea\| Arbitro: \| Vannini (Bologna) \| |
| Arbitro:                              | Vannini (Bologna) |               |             |                                                    |

| Arbitro: | Corallo (Lecce) |

|                                        |           |         |
| Flumini 42’ Vaschetto 75’ Catalano 90’ | Marcatori | 70’ Gay |

| Arbitro: | Massai (Pisa) |

|                          |           |            |
| Castaldo 20’ Flumini 78’ | Marcatori | 4’ Bertoni |

| Arbitro: | Zambotto (Padova) |

|                |           |            |
| Garavoglia 43’ | Marcatori | 6’ Taccola |

| Arbitro: | Silvano (Torino) |

|                             |           |  |
| Castaldo 34’, 63’ Nonis 57’ | Marcatori |  |

| Arbitro: | Maurelli (Roma) |

|                                      |           |                         |
| Zanini 22’, 76’ Paulinich 42’ (rig.) | Marcatori | 54’ Gerzelli 6’ De Vito |

| Pisa 19 dicembre 1948 16ª giornata                                         | Pisa      | 3 – 1 referto | Salernitana | Arena Garibaldi |
| \| \| \| \| \| Vergazzola 16’, 57’ Loni 25’ \| Marcatori \| 30’ Taccola \| |           |               |             |                 |
|                                                                            |           |               |             |                 |
| Vergazzola 16’, 57’ Loni 25’                                               | Marcatori | 30’ Taccola   |             |                 |

| Salerno 26 dicembre 1948 17ª giornata              | Salernitana | 2 – 0 referto | Lecce | Stadio Comunale |
| \| \| \| \| \| Castaldo 5’, 31’ \| Marcatori \| \| |             |               |       |                 |
|                                                    |             |               |       |                 |
| Castaldo 5’, 31’                                   | Marcatori   |               |       |                 |

| Pescara 2 gennaio 1949 18ª giornata | Pescara | 0 – 0 referto | Salernitana | Stadio Rampigna |

| Arbitro: | Savio (Torino) |

|                                        |           |  |
| Castaldo 48’ Dagianti 50’ Catalano 80’ | Marcatori |  |

| Como 9 gennaio 1949 20ª giornata            | Como      | 1 – 0 referto | Salernitana | Stadio Giuseppe Sinigaglia |
| \| \| \| \| \| Bosco 82’ \| Marcatori \| \| |           |               |             |                            |
|                                             |           |               |             |                            |
| Bosco 82’                                   | Marcatori |               |             |                            |

| Verona 16 gennaio 1949 21ª giornata                                                           | Verona    | 5 – 1 referto | Salernitana | Stadio Marcantonio Bentegodi |
| \| \| \| \| \| Piccioli 8’ Conti 37’ Sega 49’ Massari 66’, 73’ \| Marcatori \| 12’ De Vito \| |           |               |             |                              |
|                                                                                               |           |               |             |                              |
| Piccioli 8’ Conti 37’ Sega 49’ Massari 66’, 73’                                               | Marcatori | 12’ De Vito   |             |                              |

#### Girone di ritorno
| Arbitro: | Lo Cascio (Palermo) |

|                                       |           |                              |
| Scopigno 42’ Catalano 76’ Flumini 78’ | Marcatori | 33’ De Filippis 59’ Galbiati |

| Arbitro: | Casini (Palermo) |

|             |           |  |
| Flumini 58’ | Marcatori |  |

| Venezia 6 febbraio 1949 24ª giornata                                                      | Venezia   | 3 – 1 referto | Salernitana | Stadio Pierluigi Penzo |
| \| \| \| \| \| Zecca 3’ Capelli 24’ Massagrande 58’ (rig.) \| Marcatori \| 40’ De Vito \| |           |               |             |                        |
|                                                                                           |           |               |             |                        |
| Zecca 3’ Capelli 24’ Massagrande 58’ (rig.)                                               | Marcatori | 40’ De Vito   |             |                        |

| Seregno 13 febbraio 1949 25ª giornata                                          | Seregno   | 2 – 1 referto | Salernitana | Stadio Ferruccio Trabattoni |
| \| \| \| \| \| Dagianti 7’ (aut.) De Grandi 85’ \| Marcatori \| 4’ Catalano \| |           |               |             |                             |
|                                                                                |           |               |             |                             |
| Dagianti 7’ (aut.) De Grandi 85’                                               | Marcatori | 4’ Catalano   |             |                             |

| Salerno 20 febbraio 1949 26ª giornata                                             | Salernitana | 4 – 0 referto | Vicenza | Stadio Comunale |
| \| \| \| \| \| Nonis 70’ Sifredi 72’ Flumini 77’ Giorgetti 82’ \| Marcatori \| \| |             |               |         |                 |
|                                                                                   |             |               |         |                 |
| Nonis 70’ Sifredi 72’ Flumini 77’ Giorgetti 82’                                   | Marcatori   |               |         |                 |

| Salerno 6 marzo 1949 27ª giornata                                                                                            | Salernitana | 5 – 2 referto                               | Empoli | Stadio Comunale |
| \| \| \| \| \| Sifredi 40’ Flumini 50’, 75’, 79’ Catalano 90’ \| Marcatori \| 70’ (rig.) Bortoletto 87’ (rig.) Bertolucci \| |             |                                             |        |                 |
| |             |                                             |        |                 |
| Sifredi 40’ Flumini 50’, 75’, 79’ Catalano 90’                                                                               | Marcatori   | 70’ (rig.) Bortoletto 87’ (rig.) Bertolucci |        |                 |

| Arbitro: | Neri (Vicenza) |

|                        |           |                              |
| Mangini 43’ Zordan 53’ | Marcatori | 61’, 90’ Taccola 72’ Flumini |

| Salerno 20 marzo 1949 29ª giornata                         | Salernitana | 2 – 0 referto | Siracusa | Stadio Comunale |
| \| \| \| \| \| Sifredi 11’ Castaldo 77’ \| Marcatori \| \| |             |               |          |                 |
|                                                            |             |               |          |                 |
| Sifredi 11’ Castaldo 77’                                   | Marcatori   |               |          |                 |

| Napoli 3 aprile 1949 30ª giornata             | Napoli    | 1 – 0 referto | Salernitana | Stadio del Vomero |
| \| \| \| \| \| Krieziu 35’ \| Marcatori \| \| |           |               |             |                   |
|                                               |           |               |             |                   |
| Krieziu 35’                                   | Marcatori |               |             |                   |

| Arbitro: | Buratti (Milano) |

|                         |           |             |
| Sifredi 47’ Flumini 50’ | Marcatori | 27’ Petagna |

| Arbitro: | Cicardi (Lecco) |

|                         |           |  |
| Arezzi 49’ Soffrido 62’ | Marcatori |  |

| Arbitro: | Poggipollini (Ferrara) |

|                                      |           |             |
| Schiavi 36’ Rosso 63’ Bulgarelli 75’ | Marcatori | 39’ Flumini |

| Arbitro: | Garzelli (Livorno) |

|                  |           |  |
| Flumini 53’, 56’ | Marcatori |  |

| Arbitro: | Scotto (Savona) |

|                           |           |  |
| Bonaretti 25’ Forlani 63’ | Marcatori |  |

| Arbitro: | Cappucci (Roma) |

|                                                                    |           |                          |
| Castaldo 20’, 59’ Catalano 31’ Taccola 47’ Flumini 68’ Sifredi 72’ | Marcatori | 36’ Guarneri 71’ Granata |

| Salerno 29 maggio 1949 37ª giornata                          | Salernitana | 1 – 1 referto  | Pisa | Stadio Comunale |
| \| \| \| \| \| Flumini 62’ \| Marcatori \| 63’ Vergazzola \| |             |                |      |                 |
|                                                              |             |                |      |                 |
| Flumini 62’                                                  | Marcatori   | 63’ Vergazzola |      |                 |

| Lecce 5 giugno 1949 38ª giornata                                           | Lecce     | 4 – 0 referto | Salernitana | Stadio Carlo Pranzo |
| \| \| \| \| \| Celani 42’ Stabellini 46’, 89’ Mosca 84’ \| Marcatori \| \| |           |               |             |                     |
|                                                                            |           |               |             |                     |
| Celani 42’ Stabellini 46’, 89’ Mosca 84’                                   | Marcatori |               |             |                     |

| Salerno 12 giugno 1949 39ª giornata                                                                                              | Salernitana | 8 – 2 referto                  | Pescara | Stadio Comunale |
| \| \| \| \| \| La Forgia 20’, 60’ Taccola 33’ Castaldo 50’, 69’, 70’, 79’, 85’ \| Marcatori \| 17’ (aut.) Scopigno 21’ Masoni \| |             |                                |         |                 |
| |             |                                |         |                 |
| La Forgia 20’, 60’ Taccola 33’ Castaldo 50’, 69’, 70’, 79’, 85’                                                                  | Marcatori   | 17’ (aut.) Scopigno 21’ Masoni |         |                 |

| Arbitro: | Silvano (Torino) |

|                                                                |           |             |
| Badiali 1’, 44’ Frizzi 6’, 34’, 53’, 54’, 84’ (rig.) Nesti 75’ | Marcatori | 16’ Taccola |

| Salerno 26 giugno 1949 41ª giornata                                                      | Salernitana | 4 – 1 referto | Como | Stadio Comunale |
| \| \| \| \| \| Sifredi 56’ Catalano 70’, 73’ Castaldo 90’ \| Marcatori \| 31’ Lipizer \| |             |               |      |                 |
|                                                                                          |             |               |      |                 |
| Sifredi 56’ Catalano 70’, 73’ Castaldo 90’                                               | Marcatori   | 31’ Lipizer   |      |                 |

| Salerno 3 luglio 1949 42ª giornata                                         | Salernitana | 3 – 0 referto | Verona | Stadio Comunale |
| \| \| \| \| \| Castaldo 57’ D'Agostino 72’ Catalano 77’ \| Marcatori \| \| |             |               |        |                 |
|                                                                            |             |               |        |                 |
| Castaldo 57’ D'Agostino 72’ Catalano 77’                                   | Marcatori   |               |        |                 |

## Statistiche

### Statistiche di squadra
| Competizione | Punti | In casa | In casa | In casa | In casa | In casa | In casa | In trasferta | In trasferta | In trasferta | In trasferta | In trasferta | In trasferta | Totale | Totale | Totale | Totale | Totale | Totale | DR  |
| Competizione | Punti | G       | V       | N       | P       | Gf      | Gs      | G            | V            | N            | P            | Gf           | Gs           | G      | V      | N      | P      | Gf     | Gs     | DR  |
| ------------ | ----- | ------- | ------- | ------- | ------- | ------- | ------- | ------------ | ------------ | ------------ | ------------ | ------------ | ------------ | ------ | ------ | ------ | ------ | ------ | ------ | --- |
| Serie B      | 47    | 21      | 19      | 2       | 0       | 62      | 15      | 21           | 2            | 3            | 16           | 13           | 49           | 42     | 21     | 5      | 16     | 75     | 64     | +11 |

### Andamento in campionato
| Giornata  | 1  | 2  | 3 | 4 | 5 | 6 | 7 | 8 | 9 | 10 | 11 | 12 | 13 | 14 | 15 | 16 | 17 | 18 | 19 | 20 | 21 | 22 | 23 | 24 | 25 | 26 | 27 | 28 | 29 | 30 | 31 | 32 | 33 | 34 | 35 | 36 | 37 | 38 | 39 | 40 | 41 | 42 |
| --------- | -- | -- | - | - | - | - | - | - | - | -- | -- | -- | -- | -- | -- | -- | -- | -- | -- | -- | -- | -- | -- | -- | -- | -- | -- | -- | -- | -- | -- | -- | -- | -- | -- | -- | -- | -- | -- | -- | -- | -- |
| Luogo     | T  | T  | C | C | T | T | C | T | C | T  | C  | C  | T  | C  | T  | T  | C  | T  | C  | T  | T  | C  | C  | T  | T  | C  | C  | T  | C  | T  | C  | T  | T  | C  | T  | C  | C  | T  | C  | T  | C  | C  |
| Risultato | P  | V  | V | V | P | P | V | P | N | N  | V  | V  | N  | V  | P  | P  | V  | N  | V  | P  | P  | V  | V  | P  | P  | V  | V  | V  | V  | P  | V  | P  | P  | V  | P  | V  | N  | P  | V  | P  | V  | V  |
| Posizione | 15 | 10 | 2 | 1 | 2 | 8 | 6 | 9 | 9 | 10 | 8  | 7  | 6  | 5  | 7  | 8  | 4  | 6  | 4  | 5  | 8  | 7  | 5  | 8  | 9  | 6  | 4  | 4  | 4  | 4  | 4  | 4  | 4  | ?  | 6  | 5  | ?  | 5  | 4  | ?  | 4  | 4  |

Fonte:  Serie B - Classifiche, su calciometro.it. URL consultato il 12 maggio 2019 (archiviato dall'url originale il 10 gennaio 2015).
Legenda:

Luogo: C = Casa; T = Trasferta. Risultato: V = Vittoria; N = Pareggio; P = Sconfitta.

### Statistiche dei giocatori
Fonte
| Giocatore      | Serie B  | Serie B | Serie B     | Serie B    |
| Giocatore      | Presenze | Reti    | Ammonizioni | Espulsioni |
| -------------- | -------- | ------- | ----------- | ---------- |
| G. Casani      | 6        | 0       | ?           | ?          |
| E. Castaldo    | 35       | 17      | ?           | ?          |
| M. Catalano    | 36       | 12      | ?           | ?          |
| V. Dagianti    | 28       | 1       | ?           | ?          |
| F. D'Agostino  | 1        | 1       | ?           | ?          |
| A. De Fazio    | 38       | -56     | ?           | ?          |
| D. De Vito     | 12       | 3       | ?           | ?          |
| D. Flumini     | 26       | 18      | ?           | ?          |
| M. Gambazza    | 4        | -4      | ?           | ?          |
| B. Gerzelli    | 9        | 2       | ?           | ?          |
| A. Giorgetti   | 25       | 1       | ?           | ?          |
| C. Iacovazzo   | 17       | 0       | ?           | ?          |
| D. La Forgia   | 5        | 2       | ?           | ?          |
| N. Lombardi    | 0        | -0      | 0           | 0          |
| A. Nonis       | 41       | 2       | ?           | ?          |
| S. Malacarne   | 27       | 0       | ?           | ?          |
| A. Punzi       | 9        | 0       | ?           | ?          |
| S. Rispoli     | 4        | 0       | ?           | ?          |
| J. Rodríguez   | 4        | 0       | ?           | ?          |
| M. Scopigno    | 32       | -4+1    | ?           | ?          |
| A. Sifredi     | 24       | 6       | ?           | ?          |
| R. Settembrino | 17       | 1       | ?           | ?          |
| M. Taccola     | 30       | 7       | ?           | ?          |
| S. Vaschetto   | 8        | 1       | ?           | ?          |
| L. Vultaggio   | 24       | 0       | ?           | ?          |